# Jan Bernhard

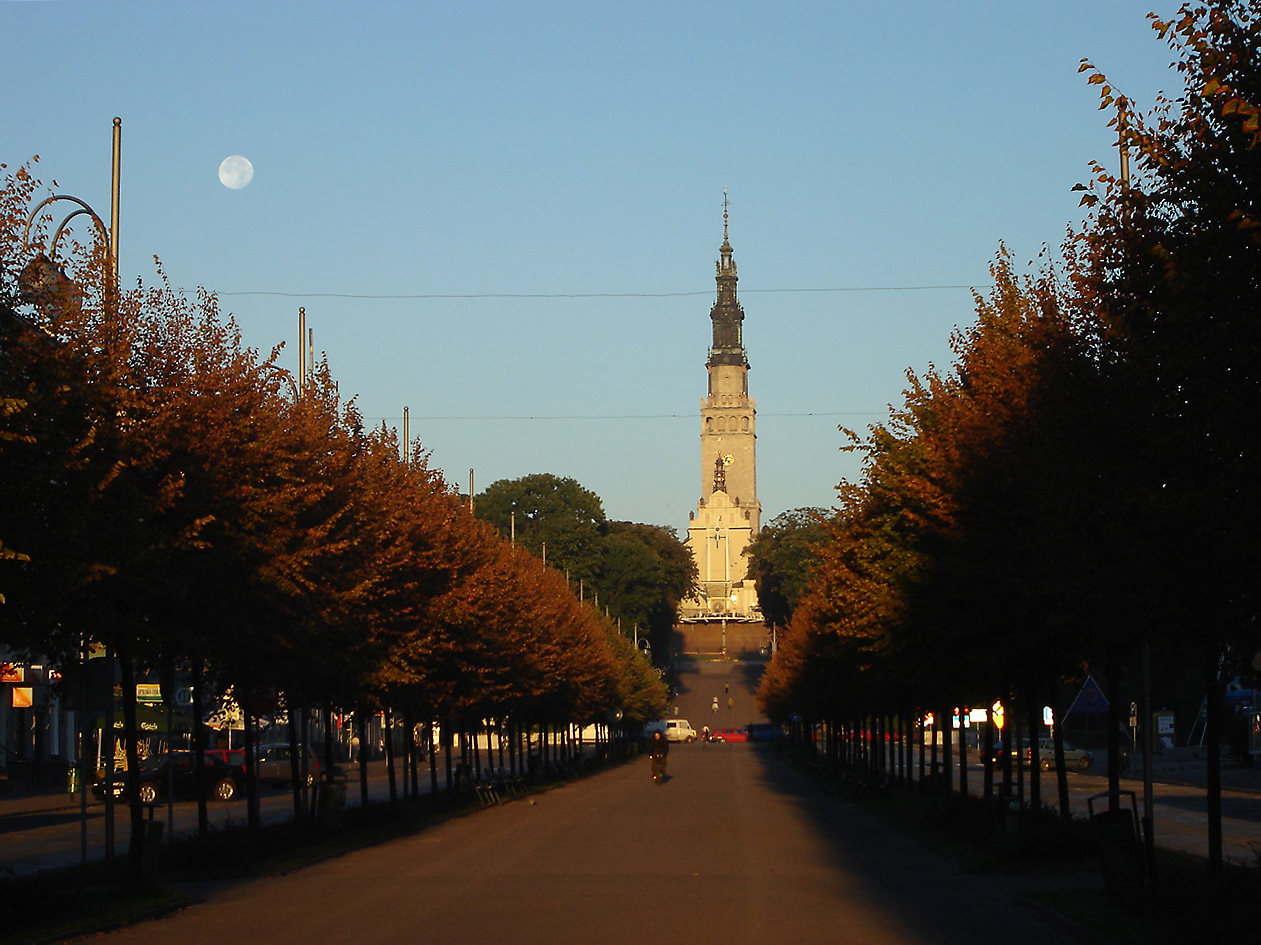
Jan Bernhard, aleja Najświętszej Maryi Panny w Częstochowie, 1823

Jan Fryderyk Karol Bernhard (ur. 24 listopada 1776 we Wrocławiu, zm. 31 sierpnia 1837 w Kaliszu) – polski inżynier niemieckiego pochodzenia, geodeta, urbanista, inżynier województwa kaliskiego Królestwa Polskiego.

## Życiorys
Pochodził z mieszczańskiej rodziny. W 1791 roku ukończył sześcioklasowe Gimnazjum św. Elżbiety i Kolegium Artyleryjskie we Wrocławiu. Następnie do 1794 roku służył w wojsku pruskim; walczył przeciw Francji w 1792 roku. Po zakończeniu służby pracował jako inżynier budownictwa, był zatrudniony w Kamerze Wrocławskiej. W 1800 roku został przeniesiony do Piotrkowa Trybunalskiego. Od 1803 roku był odpowiedzialny za pomiary geodezyjne, które przerwał po inwazji francuskiej na Prusy.
W roku 1807 władze francuskie powierzyły mu kontrolę utrzymania dróg i mostów w departamencie kaliskim, następnie Bernhard powrócił do pomiarów geodezyjnych. W latach 1810–1811 prowadził, na zlecenie władz Księstwa Warszawskiego, regulację traktów, a następnie wykonał opis Prosny. W czasie inwazji na Rosję pracował na rzecz armii francuskiej, a następnie rosyjskiej. Po zakończeniu wojny zajmował się opisem wytyczanej granicy polsko-pruskiej.
17 czerwca 1817 roku został inżynierem wojewódzkim, nominację odebrał 26 stycznia 1819 roku. Odpowiedzialny był za wytyczenie traktu od granicy województwa kaliskiego przez Koło, Kalisz, Biskupice, Konin i traktu z Konstantynowa przez Pabianice, Szadek, Zduńską Wolę, Sieradz do Kalisza.
W latach 1818–1823 pracował w Częstochowie, gdzie wytyczył nową centralną ulicę dla nowo tworzonego miasta, obecnie jest to al. Najświętszej Maryi Panny (tzw. Aleje). Bernhard wykonał także plan kartograficzny Starej Częstochowy (1823). Zamieszkał w Kaliszu, gdzie w 1825 roku opracował plan miasta, który stał się jednym z podstawowych źródeł umożliwiających analizę przekształceń urbanistycznych w pierwszej połowie XIX wieku.
W czasie powstania listopadowego pozostał bierny. Jako inżynier wojewódzki pracował do 1836 roku, kiedy to przeszedł na emeryturę. Zmarł rok później. Jan Bernhard został pochowany na cmentarzu ewangelicko-augsburskim w Kaliszu.